# Харитонов, Александр Евгеньевич (архитектор)
Алекса́ндр Евге́ньевич Харито́нов (1951—1999) — архитектор. С 1993 по 1998 гг. — главный архитектор Нижнего Новгорода. Академик РААСН.

## Биография
Родился в 1951 году в городе Дзержинск Горьковской области. Окончил художественную школу и Горьковский инженерно-строительный институт.
Работал в институте «Горьковгражданпроект», с 1986 года — в должности главного архитектора.
В 1989 году возглавил работы по реконструкции главной городской магистрали — улицы Свердлова (Большой Покровской).
В 1992 году совместно с молодым архитектором Поповым создал «Творческую мастерскую архитектора Харитонова А. Е.»
В 1993 году вместе с партнёром в связи с приходом постоянного соавтора Евгения Пестова создана «Творческая мастерская Харитонова и Пестова».
С 1993 по 1999 гг. — главный архитектор Нижнего Новгорода.
С 1996 года — профессор кафедры архитектурного проектирования ННГАСУ.
26 июня 1999 года трагически погиб в автомобильной катастрофе. Похоронен на Бугровском кладбище Нижнего Новгорода (14 уч.).

## Проекты и постройки

### Нижний Новгород
- Административное здание на Стрелке (реконструкция)
- Кардиологический центр
- Спорткомплекс «Динамо» (соавтор Пестов Е. Н.)
- Гостиница «Октябрьская»
- Дом актёра (соавтор Пестов Е. Н.)
- Здание вычислительного центра и региональной конторы Внешторгбанка (1994, соавтор Осин Ю. П.)
- Здание Нижегородского филиала САРОВБИЗНЕСБАНКА (1993—1995, соавтор Пестов Е. Н.)[4]

## Почётные звания, награды и премии
- дважды лауреат Государственной премии РФ (1996 и 2000 — посмертно)[5].
- многократный дипломант профессиональных конкурсов[6].
- c 1993 года — член-корреспондент, а с 1998 — действительный член Российской академии архитектуры и строительных наук.